# Elizabeth Carne
Elizabeth Catherine Thomas Carne (Phillack, Cornwall, 16 de diciembre de 1817– Penzance, Gran Bretaña, 7 de septiembre de 1873) fue una autora, filósofa natural, geóloga, conquilióloga, coleccionista de minerales y filántropa británica. En sus últimos años, tras la muerte de su padre, también se convirtió en banquera. Hoy probablemente ubicaríamos sus contribuciones a la ciencia en el ámbito de la ecología humana.

## Vida personal
Fue la séptima hijo de ocho hijos (tres hijos y cinco hijas) nacidos de Joseph Carne, FRS, y su esposa Mary Thomas de Glamorganshire. Elizabeth nació en Rivière House, en la parroquia de Phillack, cerca de Hayle, Cornualles, y fue bautizada, más tarde, en la iglesia de Phillack el 15 de mayo de 1820. En Rivière House, propiedad de Cornish Copper Company, de la que su padre era director, los sótanos estaban habilitados como laboratorios donde se probaban los procesos de fundición del cobre y el estaño, y se estudiaban los minerales y las rocas en busca de sus componentes. A ese laboratorio había llegado, antes de que ella naciera, Davies Gilbert, PFRS, trayendo consigo al joven Humphry Davy para ver el funcionamiento de un entorno científico. Nacida en el seno de una influyente y acaudalada familia metodista de agentes mineros y comerciantes, fue muy consciente a lo largo de su vida de la pobreza y las privaciones en las zonas mineras circundantes, y de la extrema necesidad de educación y apoyo social para los menos afortunados. Leyó mucho, estudió matemáticas, los clásicos y aprendió varios idiomas. Tanto su abuelo, a menudo llamado "el Padre del Metodismo de Cornualles", como su padre habían sido acérrimos y activos líderes de la clase metodistas wesleyanos dentro de la Iglesia de Inglaterra, y la sala de libros metodistas local estaba alojada en su casa. Educada en su casa de Chapel Street, Penzance, con sus hermanas, ayudó a su padre con sus extensas colecciones de minerales y compartió su gran interés por las formaciones geológicas, su edad y la densidad de los materiales. Una amiga cercana y devota, con quien mantuvo correspondencia regular, era la notable cronista cuáquera Caroline Fox de la distinguida familia minera y naviera de Falmouth.

## Obras de caridad
A la muerte de su padre en 1858, recibió una gran fortuna y utilizó este legado, siguiendo los hábitos caritativos de sus padres y familia, para repartir sumas considerables con fines educativos y filantrópicos. Cedió el terreno para la escuela de St. Paul que se inauguró, después de su muerte, en Penzance el 2 de febrero de 1876, y fundó escuelas en Wesley Rock (Heamoor), Carfury y Bosullow, tres distritos escasamente poblados en los alrededores de Penzance. Lo hizo posible al donar el precio de compra del terreno sobre el que se construyó St John's Hall (el ayuntamiento) y construyó un museo en Lower Queen's Street, cerca de su casa, en el que exhibió la excelente colección de minerales que ella había ayudado a conseguir a su padre.

## Geóloga y autora
Desde 1858 hasta su muerte se hizo cargo de la sociedad de su padre, como directora del Penzance Bank fundado por su abuelo, William Carne, en 1795 (Batten, Carne y Oxnam). También heredó la afición de su padre por la geología y escribió cuatro artículos en 'Transactions of the Royal Geological Society of Cornwall :' 'Cliff Boulders and the Former Condition of the Land and Sea in the Land's End district', 'The Age of the Maritime Alps surrounding Mentone', 'On the Transition and Metamorphosis of Rocks' y 'On the Nature of the Forces that have acted on the Formation of the Land's End Granite'. Fue la primera mujer en ser elegida miembro de la Real Sociedad Geológica de Cornualles. También fue una de las primeras miembros, con sus amigas Caroline Fox y Anna Maria Fox, de la Royal Cornwall Polytechnic Society en Falmouth, Cornwall.
Colaboró con muchos artículos para la 'London Quarterly Review' y fue autora de varios libros.

## Muerte
Carne murió en Penzance el 7 de septiembre de 1873 y fue enterrada en Phillack, cinco días después, el 12 de septiembre. Su sermón fúnebre fue predicado en la iglesia de Santa María, Penzance, por el reverendo prebendado Hedgeland el 14 de septiembre. 

## Obras
Fue autora de: 
- 'Three months' rest at Pau in the winter and spring of 1859', presentado con el seudónimo de John Altrayd Wittitterly en 1860.
- 'Country Towns and the place they fill in Modern Civilisation', 1868.
- 'England's Three Wants': un folleto espiritual anónimo, 1871.
- 'The Realm of Truth', 1873.